# 11-я византийская малая хроника
11-я византийская малая хроника — выписки из некоего в настоящее время утерянного исторического сочинения. Названа по изданию П. Шрайнера, где эта хроника приведена под номером 11. Сохранилась в рукописи кон. XIV - нач. XV вв. Содержит 5 заметок, охватывающих период с 1341 по 1376 гг. Описывает события борьбы за власть в Византии в сер.-2-й пол. XIV в.

## Издания
1. Codices Vaticani graeci, Bd. III, rec. R. Devreesse. Vatikan 1950, 296.
2. P. Schreiner. Die byzantinischen kleinchroniken. V. 1. Wien, 1975, p. 105-106.

## Переводы на русский язык
- 11-я византийская малая хроника в переводе А. С. Досаева на сайте Восточной литературы